# 安国药王庙
38°24′21″N 115°18′47″E / 38.40583°N 115.31306°E
安国药王庙位于中国河北省安国市城内，是中国规模最大的药王庙，2001年被列为第五批全国重点文物保护单位。
明永乐年间，为纪念药王邳彤，以邳彤墓为中心建成药王庙，清嘉庆有增修。庙坐东朝西，占地3200平方米，中轴线上有牌楼、马殿、垂花门、墓亭、大殿和后殿，两侧有钟鼓楼及名医殿等建筑。